# لینه فلم هست
لینه فلم هست (نروژی: Line Flem Høst؛ زادهٔ ۱۰ نوامبر ۱۹۹۵) قایقران زن قایق بادبانی اهل نروژ است.